# Lantosque
Lantosque (in italiano e in occitano Lantosca) è un comune francese di 1 200 abitanti situato nel dipartimento delle Alpi Marittime della regione della Provenza-Alpi-Costa Azzurra.

## Storia
Il territorio ha fatto da sempre parte della Liguria sotto l'Impero Romano, nel Regno longobardo e nel Regnum Italiae formatosi con Carlo Magno.
Fra il XIII e XIV secolo cadde più volte sotto il dominio dei conti di Provenza, ma riguadagnò presto l'autonomia per entrare a far parte della Contea di Savoia nel 1388 (dedizione di Nizza alla Savoia). Nel 1860, un anno prima dell'unità d'Italia, fu annessa alla Francia.

## Società

### Evoluzione demografica
Abitanti censiti